# Moma
 Ikke at forveksle med Museum of Modern Art.
Moma (russisk: Мома, tr. Moma; jakutisk: Муома, tr. Muoma) er en flod i Republikken Sakha i Rusland, en højre biflod til Indigirka.
Floden er 406 km lang og har et afvandingsområde på 30.200 km². Den udspringer i søen Sisyktjakh på den nordlige skråning af Tsjerskij-højderyggen. Floden løber i en bred floddal gennem Momskij rajon og flyder ind i Indigirka 1.086 km fra mundingen.
Der findes kulforekomster i floddalen. Distriktscenteret, landsbyen Khonuu, er beliggende ved mundingen af floden.

## Etymologi
Navnet kommer fra evenkisk: мома, der betyder "træ, tømmer". 

## Hydrologi
Regn, sne og is bidrager til flodens vandforsyning. Den fryser til i oktober, isen bryder op i slutningen af maj/begyndelsen af juni. I de midterste og nederste slyngninger består floden af klippefyldte strømninger. Middelvandføring 377 km fra mundingen er 11.02 m³/sek.
Floden er ikke sejlbar.